# Bolesław Andrzejewski
Bolesław Jan Andrzejewski, pseud. "Juliusz Grójecki" (ur. 28 lipca 1946 w Grójcu) – polski filolog, filozof, nauczyciel akademicki, działacz polityczny, profesor nauk humanistycznych.

## Życiorys
W 1969 ukończył studia z zakresu filologii germańskiej na Uniwersytecie im. Adama Mickiewicza w Poznaniu. W 1974 uzyskał na tej uczelni tytuł doktora, a w 1981 habilitację. W 1998 otrzymał tytuł naukowy profesora nauk filozoficznych.
Od 1981 do 1984 pełnił funkcję prodziekana Wydziału Nauk Społecznych UAM, a od 1987 do 1989 był wicedyrektorem Instytutu Filozofii tej uczelni. Następnie objął na niej funkcję kierownika Zakładu Historii i Filozofii Współczesnej. Był także dyrektorem Instytutu Neofilologii i Komunikacji Społecznej w Politechnice Koszalińskiej, a także rektorem Wyższej Szkoły Pedagogiki i Administracji im. Mieszka I w Poznaniu. Wykłada również w Wyższej Szkole Zarządzania i Bankowości w tym mieście.
Należał do Samoobrony RP, z ramienia której w wyborach parlamentarnych w 2005 bez powodzenia kandydował do Senatu w okręgu poznańskim. Następnie opuścił to ugrupowanie.
Jest członkiem m.in. Polskiego Towarzystwa Filozoficznego, Polskiego Towarzystwa Neofilologicznego i Poznańskiego Towarzystwa Przyjaciół Nauk.

## Publikacje
- Poglądy filozoficzne Władysława M. Kozłowskiego, Poznań 1979.
- Animal symbolicum. Ewolucja neokantyzmu Ernsta Cassirera, Poznań 1980.
- Jednostka-społeczeństwo-państwo. Z filozoficznej refleksji nad zagadnieniem władzy, Poznań 1985.
- Myśl i życie. O humanizmie polskim Władysława M. Kozłowskiego, Poznań 1985.
- Wilhelm von Humboldt, Wiedza Powszechna (seria Myśli i Ludzie), Warszawa 1989, ISBN 83-214-0595-9.
- Przyroda i język. Filozofia wczesnego romantyzmu w Niemczech, Warszawa-Poznań 1989.
- Komunikacja-rozumienie-dialog, Poznań 1990.
- Svea. Ze studiów nad szwedzką nauką i kulturą, Poznań 1990.
- Artur Schopenhauer. Rekonstrukcje-recepcje-interpretacje, Poznań 1991.
- Humanistyka i ekologia, Poznań 1992.
- Emanuel Swedenborg. Między empirią a mistycyzmem, Poznań 1992.
- Language and interpretation. Historico-philosophical considerations, Poznań 1992.
- Ochrona środowiska w refleksji humanistycznej, Poznań 1992.
- Mały leksykon filozofów Poznań 1993.
- Ciało i dusza. Rozważania filozoficzno-antropologiczne, Poznań 1995.
- Humanistyka i kultura fizyczna, Poznań 1995.
- Słownik filozofów Poznań 1995.
- Symbol i rzeczywistość, Poznań 1996.
- Tradycja i postęp, Poznań 1997.
- Esbozos sobre la filosofia polaca, Poznań 1998.
- Słownik filozofów polskich, Poznań 1999.
- Leksykon filozofii. Postaci i pojęcia, Poznań 2000.
- Poznanie i komunikacja. Szkice z nowożytnej i współczesnej filozofii języka, Koszalin 2005.
- Historia filozofii niemieckiej do połowy XIX, Koszalin 2007.